# Данидин
Дани́дин (англ. Dunedin, маори Ōtepoti) — второй по величине город на Южном острове в Новой Зеландии, административный центр региона Отаго.
Основан в 1848 году колонией шотландцев-пресвитериан.
С исторической и культурной точки зрения, Данидин считается одним из четырёх основных центров страны, хотя и является только седьмым по численности населения.

## История

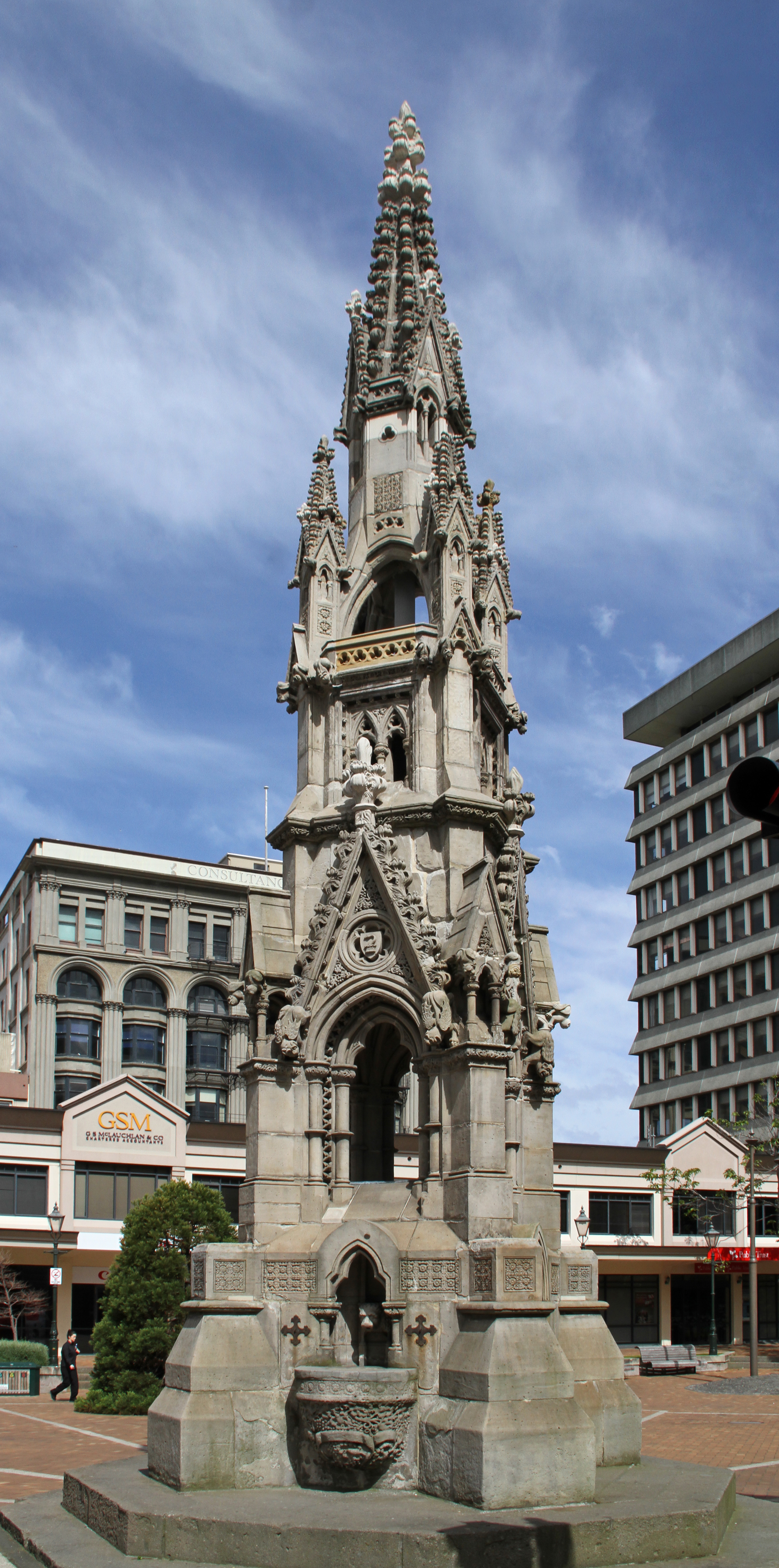
Памятник Уильяму Каргиллу, основателю поселения Отаго, на месте которого сейчас находится Данидин

По данным археологических исследований первыми людьми, появившимися на территории сегодняшнего Данидина, были маори, группы которых добрались сюда на рубеже XIII—XIV веков в поисках уцелевших моа. После истребления гигантских птиц маори перешли к оседлой жизни, занимаясь рыболовством, охотой и собирательством. По сведениям английских моряков, в начале XIX века расположенное здесь поселение туземцев было крупнейшим на южном острове.
Первым белым, ступившим на берег бухты Отаго, стал Джеймс Кук, корабль которого стоял здесь на якоре с 25 февраля по 5 марта 1770 года. В судовом журнале Кук указал, что в окрестностях он наблюдал множество пингвинов и морских котиков. Между пришедшими в поисках последних европейскими моряками и обитающими на берегах бухты аборигенами постепенно разгорались конфликты, приведшие в итоге к т. н. «Котиковой войне» (англ. Sealers' War) 1810—1823 годов. Война завершилась после исчезновения предмета споров — котики были истреблены.
В 1815 году небольшая группа английских поселенцев под руководством Уильяма Такера (англ. William Tucker) основала деревню на побережье. Поначалу их отношения с маори были доброжелательными, Такер даже женился на девушке-маори, которая поселилась в его доме. Но в декабре 1817 года один из окрестных вождей пришёл со своими воинами в деревню и потребовал от колонистов дань. Жители отдали ему то имущество, которое приглянулось вождю, и, как они думали, гроза миновала. Однако, на следующий день дикари внезапно напали на поселенцев. Только одному удалось спастись бегством и добраться до английского корабля, стоявшего в гавани. Все остальные, включая Такера, были убиты, и съедены. Летописи маори указывают в качестве причины нападения неудовлетворённость вождя подарками.
Более успешная попытка колонизации была предпринята в 1831 году, когда трое китобоев из Сиднея, братья Брукс, основали здесь китобойную станцию. К тому времени значительная часть проживавших в округе маори либо вымерли от болезней, пришедших с европейцами, либо погибли в межплеменных схватках, ставших куда более кровавыми после появления у туземцев огнестрельного оружия. Таким образом, местность стала безопасной для проживания. Маленькая станция быстро стала крупным китобойным портом, а в 1840 в окрестностях города появились первые на Южном острове фермы.

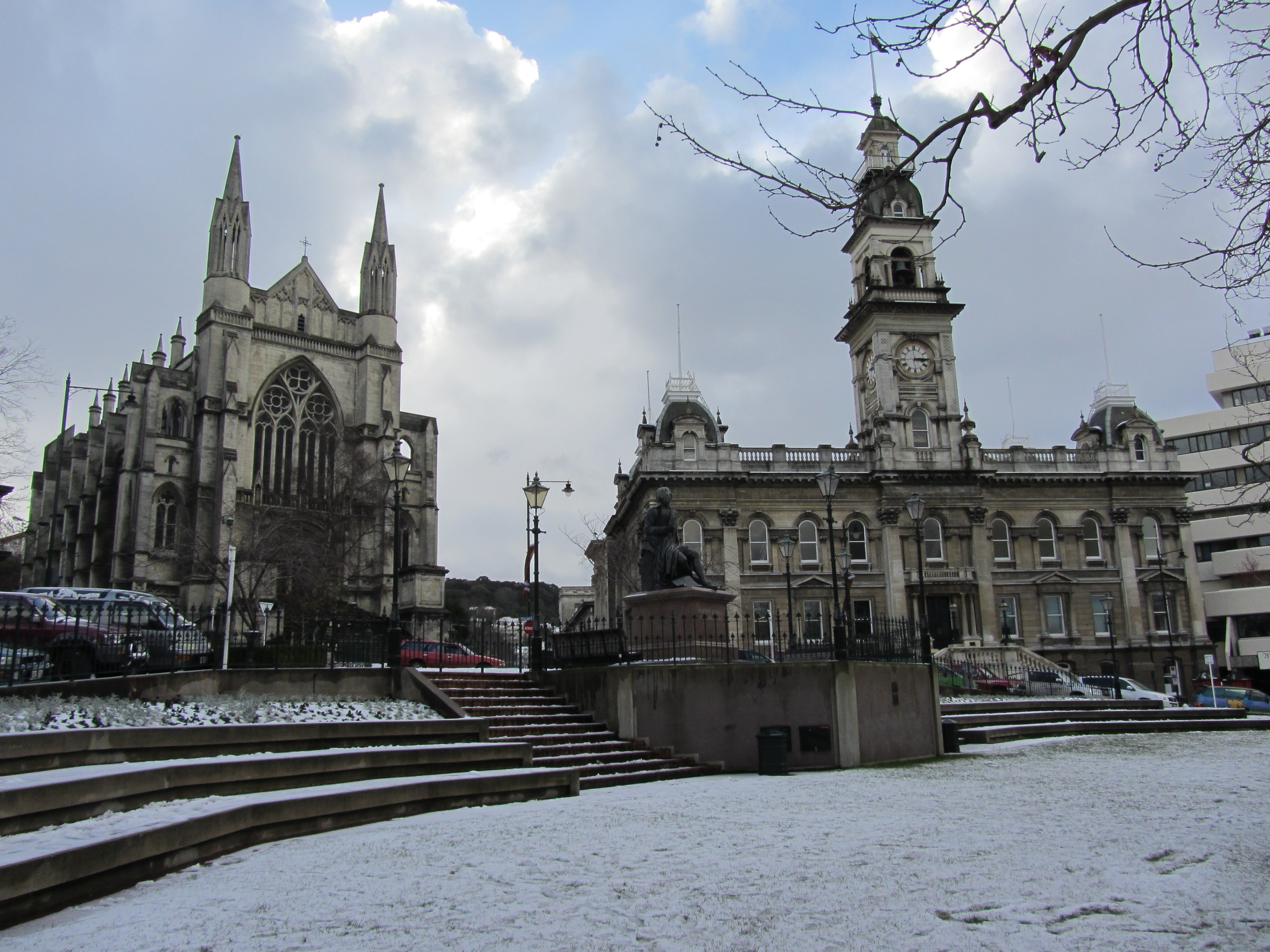
Собор Св. Павла и городская ратуша зимой

В 1848 году пресвитериане-выходцы из Шотландии под руководством Фредерика Такета основали колонию, которой дали имя Данидин в честь гэльского названия Эдинбурга (Dùn Èideann).
Открытие месторождений золота на Южном острове в 1861 году и последовавшая за этим золотая лихорадка повлекли быстрый рост города. В 1865 Данидин стал крупнейшим по численности населения городом Новой Зеландии, и удерживал это звание до 1900 года. В 1869 году был открыт Университет Отаго — первый в Новой Зеландии, в 1878 года введена в строй линия железной дороги Данидин — Крайстчерч.
Золотая лихорадка сошла на нет к началу 1880-х, остановился и стремительный рост Данидина. С тех пор основой городской экономики стали сельское хозяйство (прежде всего скотоводство), рыболовство и туризм.

## География и климат
Город расположен на холмах и в долине, окружающей бухту Отаго. Гавань и холмы (Маунт-Каргилл, Флагстафф) образованы остатками потухшего вулкана. Данидин является самым далёким в мире городом от Лондона, Москвы и Берлина.
Климат Данидина отличается значительным разнообразием, обусловленным взаимодействием воздушных масс «ревущих сороковых» с холмистым рельефом. В одних районах города климат морской, в других — умеренно континентальный. Уровень осадков в Данидине ниже, чем в других крупных городах Новой Зеландии, а вот число облачных и туманных дней — выше.
| Показатель                        | Янв. | Фев. | Март | Апр. | Май  | Июнь | Июль | Авг. | Сен. | Окт. | Нояб. | Дек. | Год  |
| --------------------------------- | ---- | ---- | ---- | ---- | ---- | ---- | ---- | ---- | ---- | ---- | ----- | ---- | ---- |
| Средний суточный максимум, °C     | 18,9 | 18,7 | 17,2 | 15,5 | 12,6 | 10,2 | 9,8  | 11,0 | 12,8 | 14,6 | 16,1  | 17,4 | 14,6 |
| Средняя температура, °C           | 15,2 | 15,1 | 13,7 | 11,9 | 9,2  | 7,0  | 6,5  | 7,5  | 9,3  | 10,9 | 12,4  | 13,9 | 11,0 |
| Средний суточный минимум, °C      | 11,5 | 11,4 | 10,2 | 8,3  | 5,7  | 3,8  | 3,2  | 4,1  | 5,7  | 7,2  | 8,6   | 10,4 | 7,5  |
| Норма осадков, мм                 | 72   | 63   | 70   | 60   | 72   | 74   | 69   | 65   | 53   | 71   | 63    | 82   | 812  |
| Источник: CliFlo data Musselburgh |      |      |      |      |      |      |      |      |      |      |       |      |      |

## Население
Население Данидина более однородно в расово-этническом плане, чем население страны в целом:
- белые — 78,7 %
- маори — 6,4 %
- азиаты — 5,3 %

Средний возраст горожан — 35 лет, средний доход в год на душу населения — 23 300 новозеландских долларов.
Из тех, кому было не менее 15 лет, 26 910 (25,3%) человек имели степень бакалавра или выше, а 16 749 (15,8%) человек не имели формальной квалификации. Средний доход составлял 25 500 долларов. Статус занятости тех, кому было не менее 15 лет, заключался в том, что 45 888 (43,2%) человек были заняты полный рабочий день, 17 940 (16,9%) - неполный рабочий день и 4596 (4,3%) - безработные.

### Религия
Некоторые люди возражали против предоставления своей религии, но среди опрошенных 56,0% не имели никакой религии, 32,5% были христианами, а 5,2% имели другие религии.

## Экономика и транспорт
Основой экономики Данидина являются переработка продукции сельского хозяйства и рыболовства, биотехнологии, информационные технологии, образование и туризм.
Данидин обслуживается Международным аэропортом Данидина (IATA: DUD, ICAO: NZDN), расположенным в 22 километрах к юго-западу от центра города, с пассажирооборотом 850 тыс. человек в год (2012). Международные рейсы выполняются в Сидней, Мельбурн и Брисбен, внутренние - в Окленд, Веллингтон и Крайстчерч.
Пассажирское сообщение по железной дороге было прекращено в 2002 году. Через город проходит Национальное шоссе №1 - главная автомобильная дорога Новой Зеландии.
Общественный транспорт в городе представлен 18 автобусными маршрутами.
В противоположность Мурманску, где ходит самый северный в мире троллейбус, в Данидине до 1982 года функционировала самая южная сеть этого вида общественного транспорта.

## Образование
В Данидине находится Университет Отаго, старейший в стране.
Основанный в 1869 году Комитетом, в состав которого входил Томас Бёрнс, Университет открылся в июле 1871 года. Девиз Университета «Sapere aude» (не бойся быть мудрым), впоследствии был перенят Университетом Новой Зеландии. Ассоциация студентов Университета Отаго имеет свой девиз, «Audeamus» («давайте дерзнём»). На церемонии вручения дипломов звучит гимн Gaudeamus igitur, iuvenes dum sumus… («будем веселиться, пока мы молоды…»). С 1874 по 1961 годы Университет Отаго был частью Университета Новой Зеландии.
В Университете проводятся наиболее качественные научные исследования в Новой Зеландии, а сам Университет находится на втором месте после Оклендского университета по количеству академических исследователей. Правительственный Фонд оценки качества исследований (PBRF) новозеландской Комиссии по высшему образованию (англ. Tertiary Education Commission) в 2006 году поставил Университет Отаго на первое место в своём рейтинге.
В Университете обучается большое число иностранных студентов из Австралии, Великобритании, Ирландии, Канады, США, Китая, Малайзии, Индии, Шри-Ланки, Южной Кореи, Японии, Сингапура и других стран. Студенты Университета часто проживают со своими товарищами в нестандартных домиках. Прозвище студентов Университета Отаго «Шарфы» возникло вследствие традиции ношения шарфов в течение холодных южных зим. Это же прозвище упоминается в фильме Маски.

## Достопримечательности

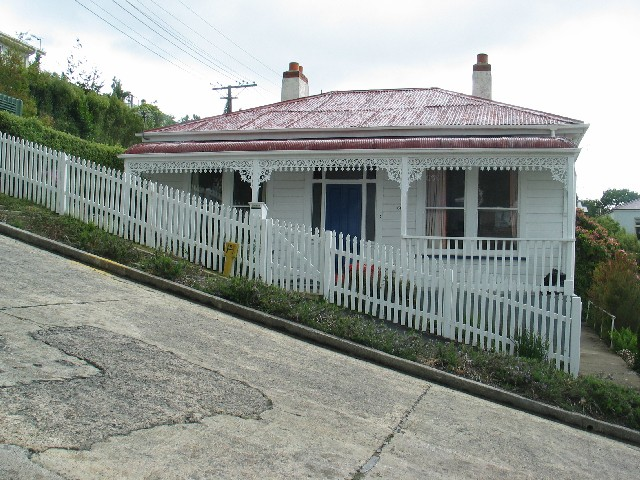

Болдуин-стрит занесена в Книгу Рекордов Гиннеса как самая крутая улица в мире.
При 359 метрах длины улица поднимается почти на 80 метров. При этом на самом крутом отрезке в 161,2 метра она поднимается на 47,22 метра, что создаёт уклон в 19 градусов.
Другие достопримечательности:
- Собор Святого Иосифа
- Церковь Нокса
- Кэдбериуорлд
- Данидинская ратуша
- Железнодорожный вокзал Данидина
- Данидинский музей искусства
- Общественная библиотека Данидин
- Музей Поселенцев Тойту Отаго

## Города-побратимы
- Портсмут, Виргиния (англ. Portsmouth), США (1962)
- Эдинбург, Шотландия, (англ. Edinburgh и скотс Edinburgh), Великобритания (1974)
- Отару, Хоккайдо, (яп. 小樽市), Япония (1980)
- Шанхай, (кит. трад. 上海, пиньинь Shànghǎi), КНР (1994)